# كفة مدورة

10. الكفة المدورة: 11. فوق الشوكة, 12. تحت الكتفية, 13. تحت الشوكة, 14. المدورة صغيرة

الكُفَّة المُدَوِّرَة أو الكُفَّة المُدِيرَة (بالإنجليزية: Rotator cuff) مصطلح تشريحي يشمل مجموعة من العضلات والأوتار الخاصة بها التي تقوم بتثبيت الكتف. تشكل عضلات الكفة المدورة الأربعة مع العضلتين الدالية والمدورة الكبيرة ما يسمى بالعضلات الكتفية العضدية.

## صالة عرض

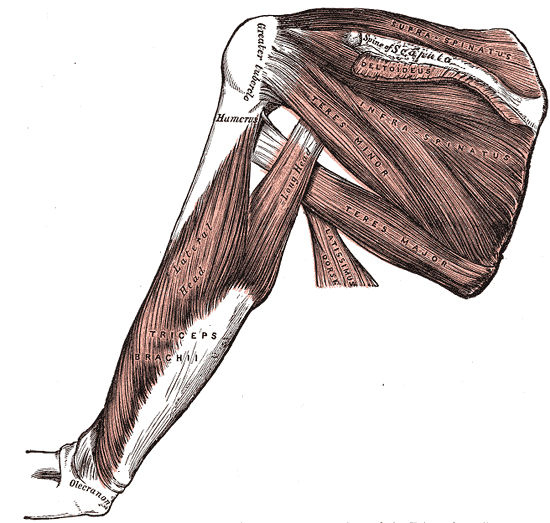
عضلات ظهر الكتف وثلاثية الرؤوس العضدية.
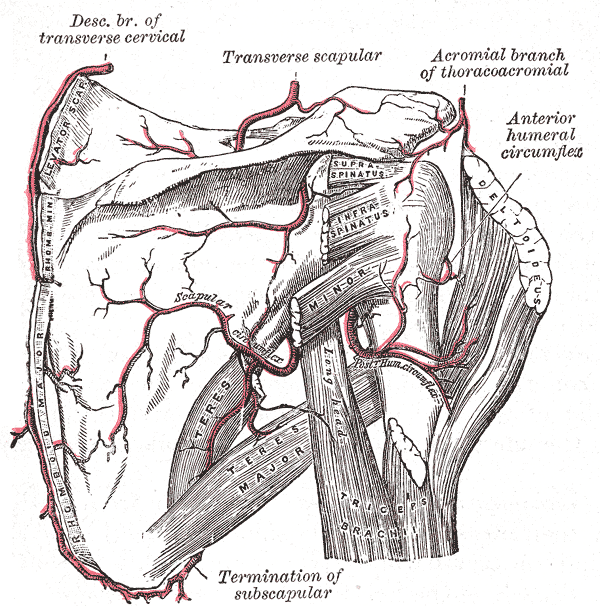
الشرايين المنعطفة والكتفية.